# Mitzi Tesar

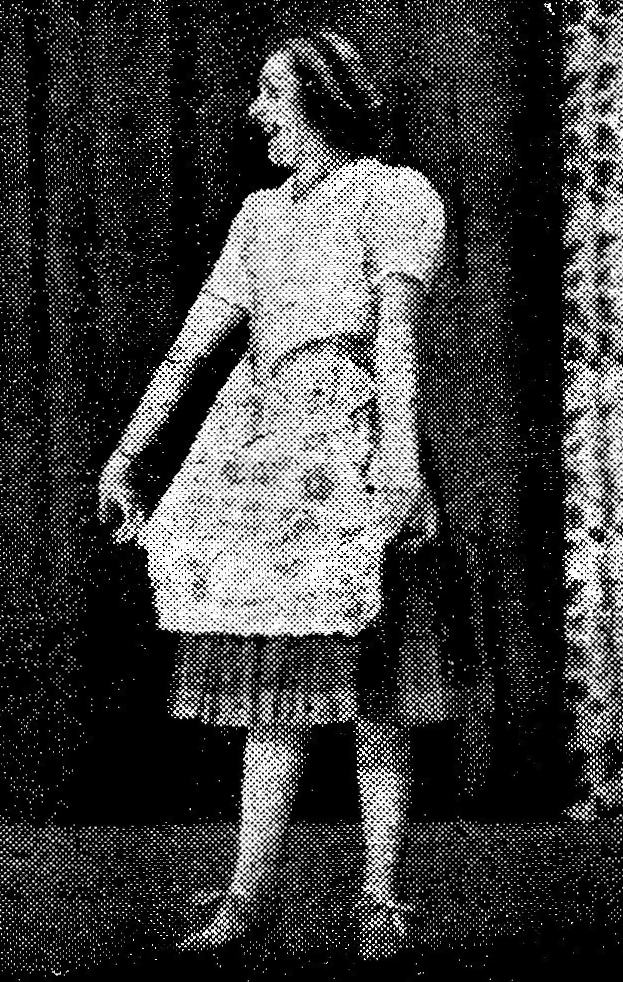
Mitzi Tesar (1938)

Maria „Mitzi“ Anna Aloisia Tesar (auch Mizzi Tesar; * 9. August 1907 in Wien; † 17. März 1983 ebenda) war eine österreichische Operettensängerin und Schauspielerin bei Bühne und Fernsehen.

## Leben und Wirken
Mitzi Tesar, eine Tochter von Alois Tesar und seiner Frau Anna, geb. Weingärtner, arbeitete als junges Mädchen zunächst in der Zoohandlung ihres Vaters. Von Franz Lehár entdeckt, ließ sich die Wienerin in Schauspiel und Gesang ausbilden. Als Mitglied im Theaterchor gab sie 1927 am Stadttheater Baden ihr Bühnendebüt in Richard Heubergers Operette Der Opernball. Anschließend spielte sie an Bühnen in Salzburg und Wien und war bis 1945 Mitglied der Wiener Kleinkunstbühne Simpl sowie der Wiener Volksbühne (1929 bis 1938: Neues Wiener Operettentheater) in der Reinprechtsdorfer Straße 1. Nach dem Krieg setzte Mitzi Tesar ihre Theaterlaufbahn fort und schloss sich 1956 für viele Jahre der Wiener Löwinger-Bühne an.
Vor die Kamera trat Mitzi Tesar zunächst nur als Komparsin. Erst zu Beginn der 1960er Jahre wurde sie mit größeren Rollen betraut. Sie trat in diversen Operettenadaptionen auf, spielte aber auch in klassischen Fernsehfilmen (mit zumeist humorigen Inhalten). Meist war die stämmige Künstlerin auf einfache Frauen aus dem Volke abonniert: So spielte Tesar mal eine Magd und eine Köchin, mal eine Wirtsfrau und eine Putzfrau. In drei ORF-Tatort-Krimis aus Wien konnte man sie in den 1970er und 1980er Jahren ebenfalls sehen.
Mitzi Tesar starb 1983 im Krankenhaus St. Elisabeth Wien an einer Krebserkrankung und wurde im Familiengrab auf dem Wiener Zentralfriedhof beigesetzt.

## Filmografie
- 1961: Das Mädchen mit dem Zucker
- 1962: Die drei Dorfheiligen
- 1963: Die lustige Wallfahrt
- 1963: Der feurige Elias
- 1964: Wohlstand – kritisch betrachtet (Fernsehserie, Folge 1x09 Katzenjammer)
- 1964: Volkscafé
- 1964: Ein Mensch wie du und ich
- 1965: An der schönen blauen Donau
- 1967: Angelika schafft Ordnung
- 1967: Astoria
- 1967: Der alte Geizkragen
- 1968: Die Landstreicher
- 1968: Karin, was machst Du?
- 1968: Wenn der Hahn kräht
- 1968: Der richtige Irrtum
- 1968: Der Glückselefant
- 1969: Die Töchter Josefs
- 1969: Der Schützenkönig
- 1969: Traumnovelle
- 1970: Das Millionenbett
- 1970: Die Roßkur
- 1971: Vinzenz, warum tust du das?
- 1971: Hugo in Ängsten
- 1971: Baden streng verboten
- 1971: Anton und Antonia
- 1972: Drei Frauen um Daniel
- 1973: Die falsche Katze
- 1974: Hallo – Hotel Sacher … Portier! (Fernsehserie, Folge 2x04 Das Lämmchen)
- 1976: Tatort: Annoncen-Mord
- 1978: Tatort: Mord im Krankenhaus
- 1978: Die Kovacic
- 1979: G’schichten aus Österreich (Fernsehserie, Folge Anna, Niko, Anniko)
- 1979: Doppelt hält schlechter
- 1981: Tatort: Mord in der Oper
- 1982: Mozart – Das wahre Leben des genialen Künstlers
- 1982: Alfred auf Reisen (Fernsehserie, Folge 1x07 Der Minnesänger)
- 1983: Waldheimat (Fernsehserie, Folge 1x11 Als wir zur Schulprüfung geführt wurden)